# Callipallene producta
Callipallene producta är en havsspindelart som först beskrevs av Sars, G.O. 1888.  Callipallene producta ingår i släktet Callipallene och familjen Callipallenidae. Inga underarter finns listade.